# Тампіко
Тампіко (ісп. Tampico) — місто і порт у Мексиці, розташоване на південно-східній частині штату Тамауліпас. П'яте найбільше місто штату з населенням 917 тис. осіб (2015 рік).

## Географія
Лежить на крайньому заході Примексиканської низовини дещо вище гирла річки Пануко.

## Фотографії

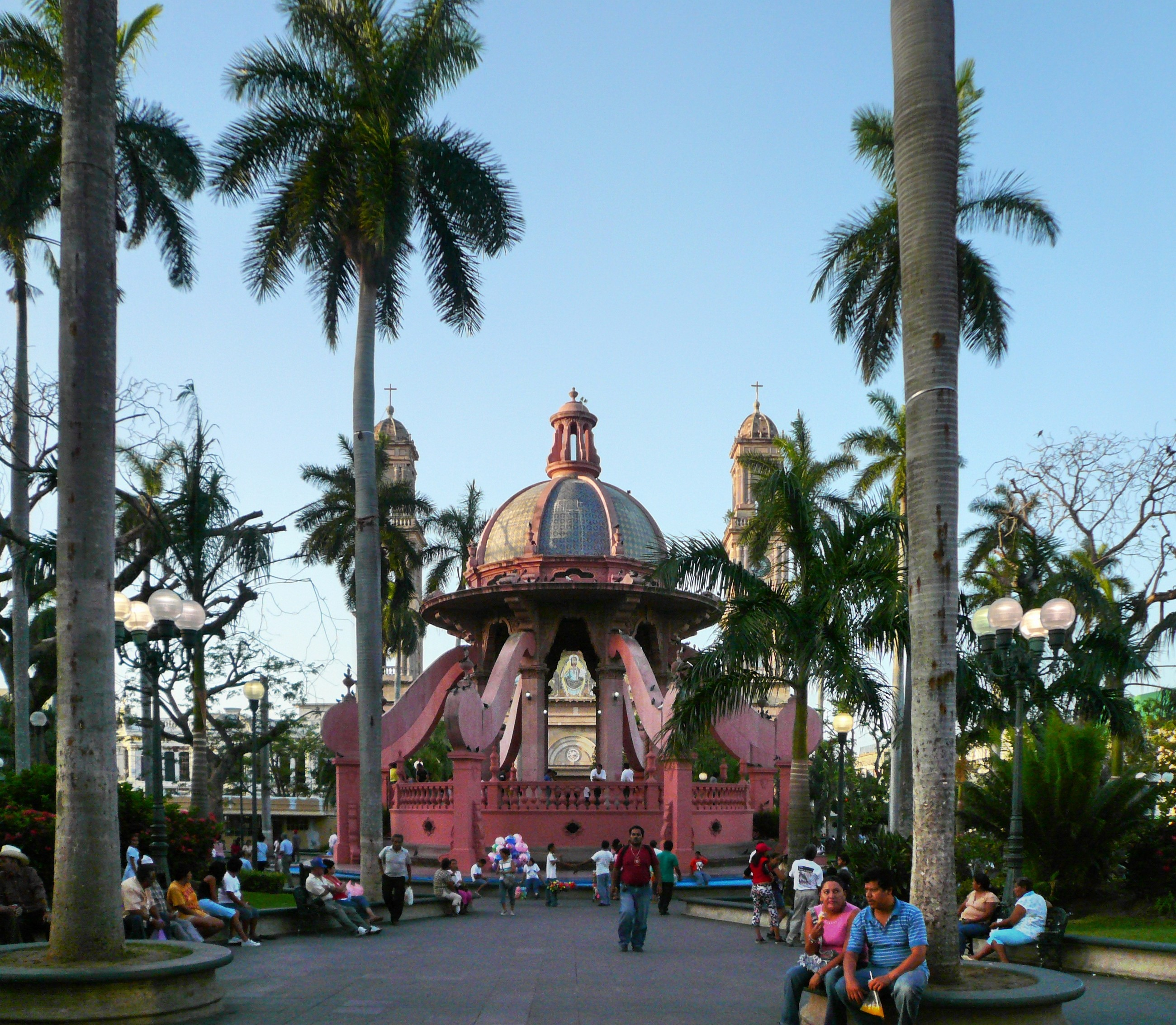
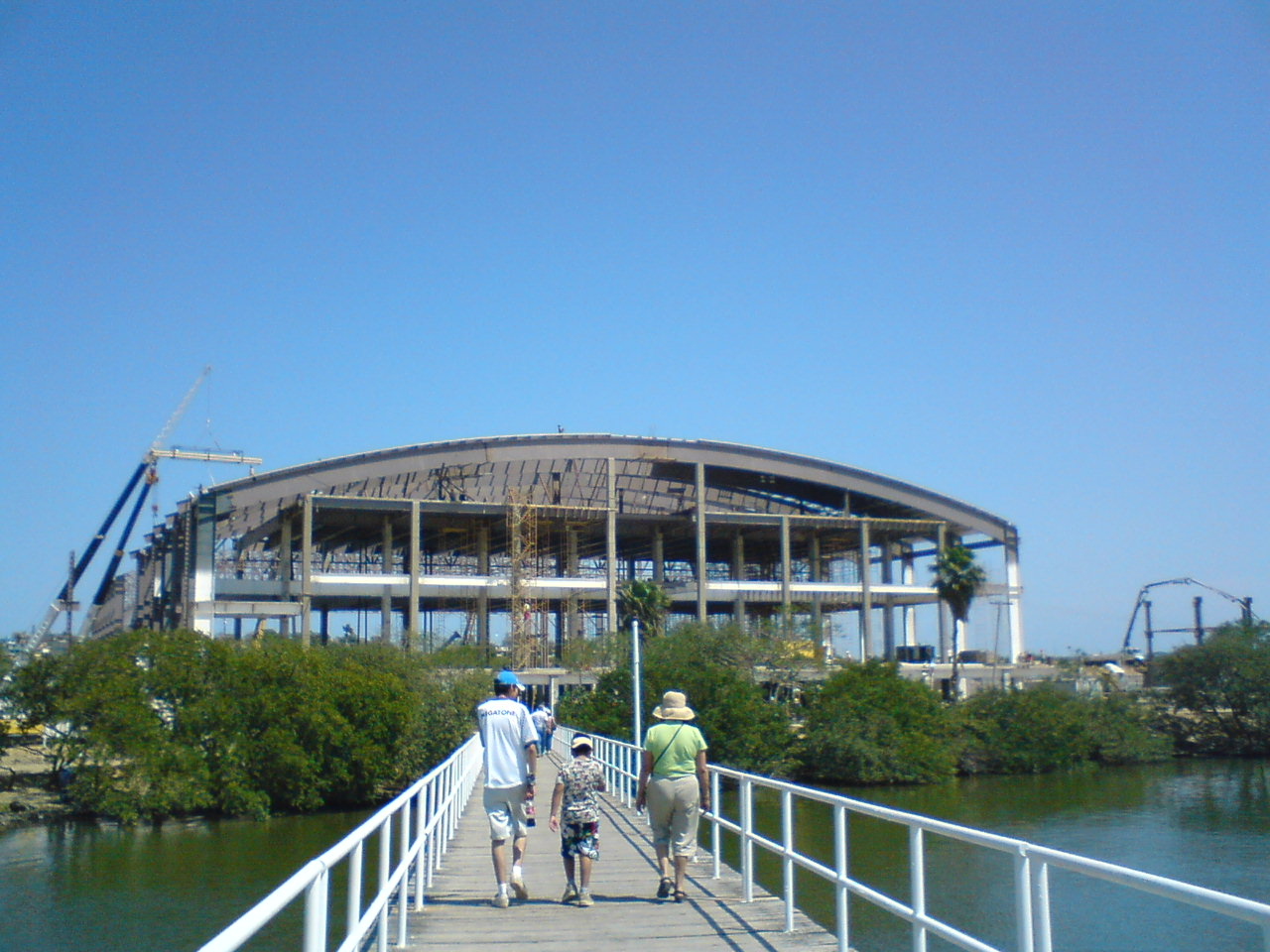
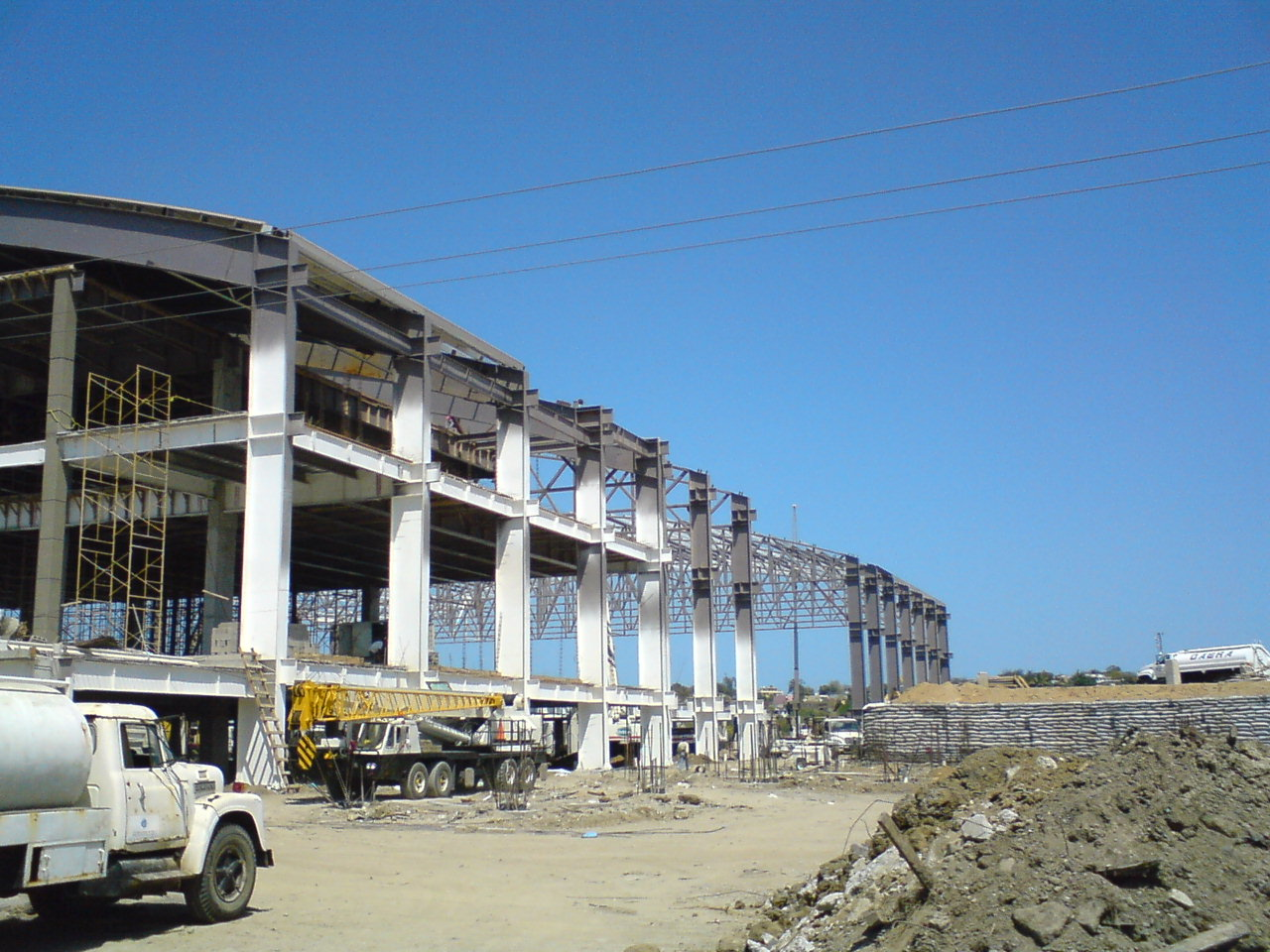
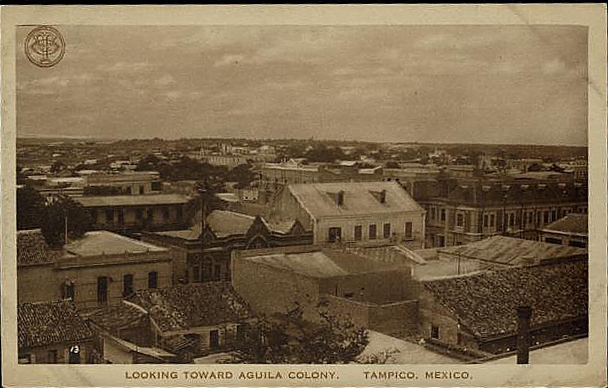
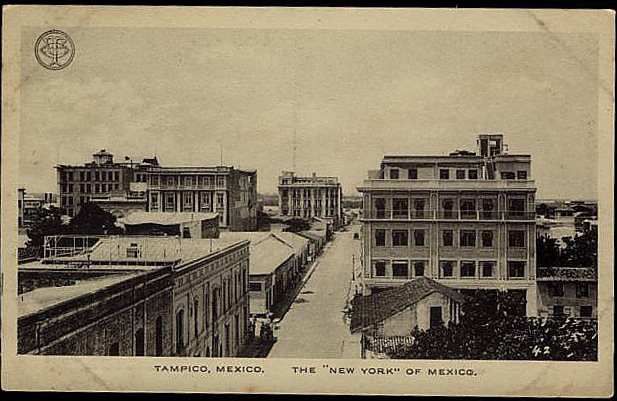
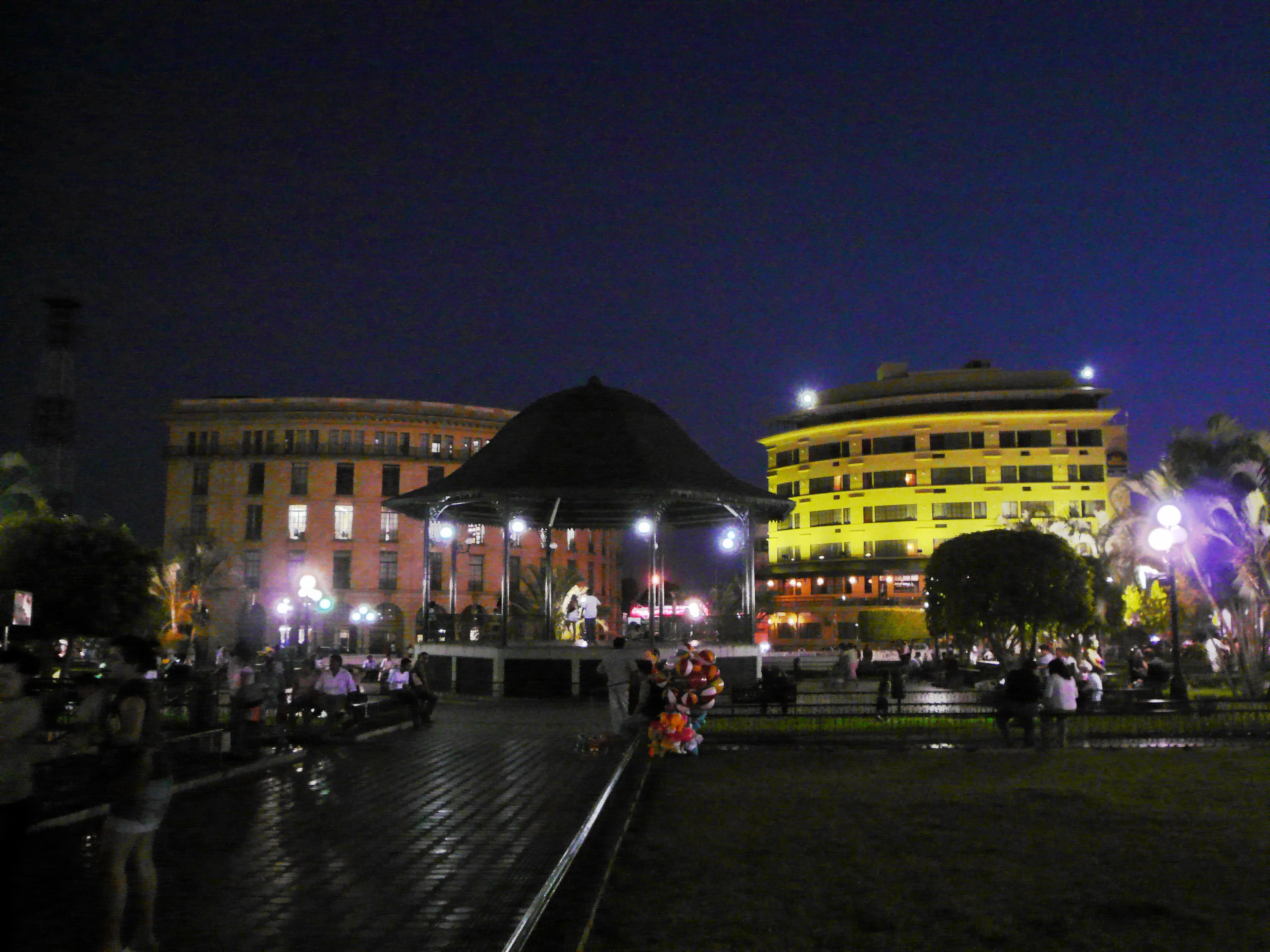
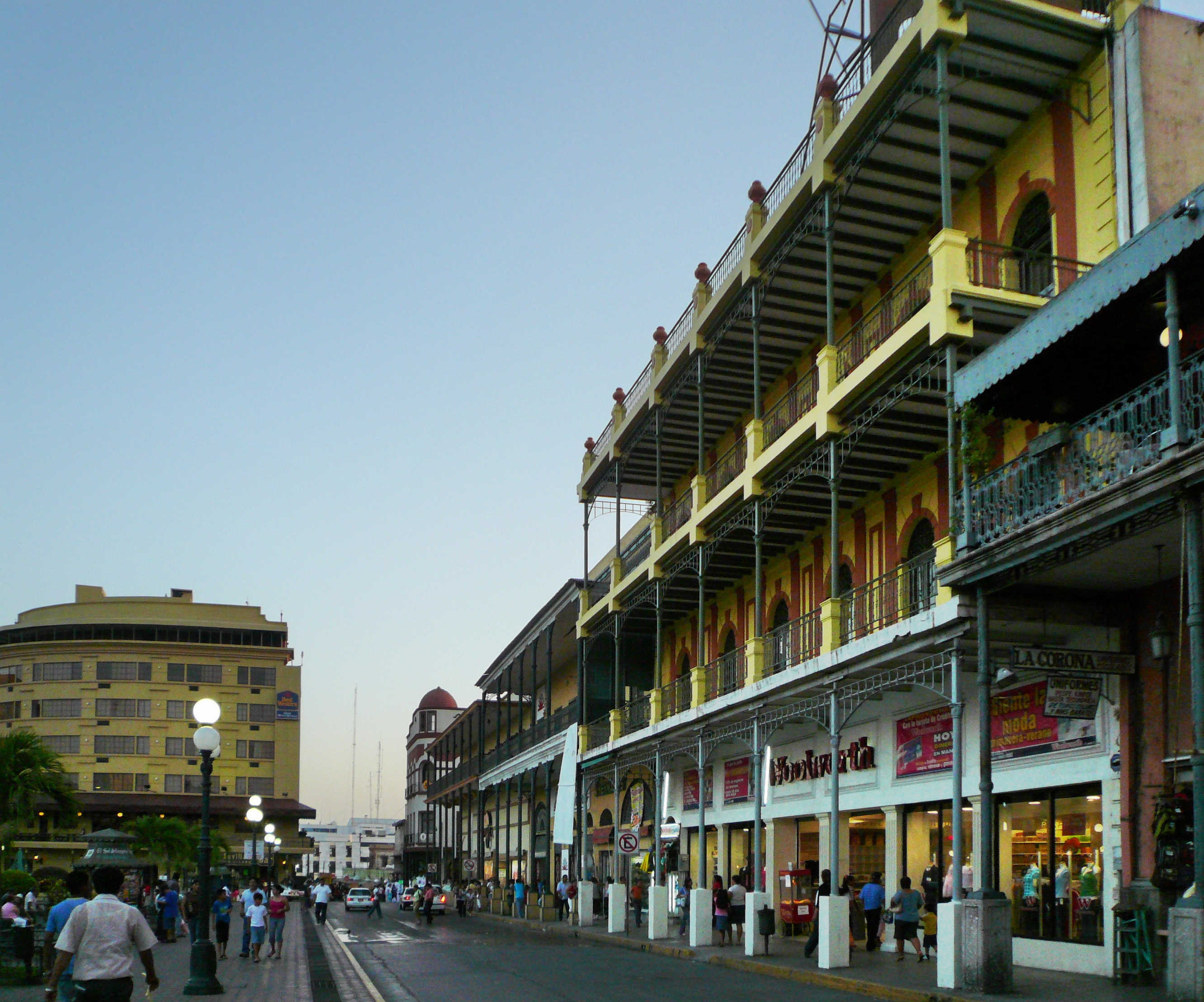

### Клімат
Місто знаходиться в зоні, котра характеризується кліматом тропічних саван. Найтепліший місяць — серпень із середньою температурою 28.7 °C (83.7 °F). Найхолодніший місяць — січень, із середньою температурою 18.8 °С (65.8 °F).
| Клімат Тампіко          | Клімат Тампіко | Клімат Тампіко | Клімат Тампіко | Клімат Тампіко | Клімат Тампіко | Клімат Тампіко | Клімат Тампіко | Клімат Тампіко | Клімат Тампіко | Клімат Тампіко | Клімат Тампіко | Клімат Тампіко | Клімат Тампіко |
| Показник                | Січ.           | Лют.           | Бер.           | Квіт.          | Трав.          | Черв.          | Лип.           | Серп.          | Вер.           | Жовт.          | Лист.          | Груд.          | Рік            |
| Абсолютний максимум, °C | 32,5           | 36,5           | 42             | 40,5           | 43,5           | 38,5           | 37             | 37,5           | 39             | 37             | 37,5           | 36,2           | 43,5           |
| Середній максимум, °C   | 22,9           | 24,3           | 26,9           | 29,3           | 31,2           | 32             | 32             | 32,4           | 31,7           | 29,9           | 27             | 24,1           | 28,6           |
| Середня температура, °C | 18,8           | 20,1           | 22,9           | 25,5           | 27,7           | 28,6           | 28,4           | 28,7           | 27,9           | 25,9           | 22,9           | 19,9           | 24,8           |
| Середній мінімум, °C    | 14,7           | 15,9           | 18,9           | 21,7           | 24,2           | 25,2           | 24,9           | 25             | 24,2           | 22             | 18,8           | 15,8           | 20,9           |
| Абсолютний мінімум, °C  | 1              | 3              | 8              | 12             | 15,8           | 20             | 20,5           | 19,5           | 16,5           | 9              | 6              | −1,5           | −1,5           |
| Норма опадів, мм        | 27             | 20             | 17             | 21             | 55             | 176            | 139            | 156            | 278            | 146            | 45             | 45             | 1126           |
| Днів з дощем            | 5,8            | 4,9            | 3,6            | 3,8            | 4,7            | 9,8            | 11,4           | 12             | 14,5           | 9,6            | 6,8            | 6,4            | 93,3           |
| ----------------------- | -------------- | -------------- | -------------- | -------------- | -------------- | -------------- | -------------- | -------------- | -------------- | -------------- | -------------- | -------------- | -------------- |
| Джерело: Weatherbase    |                |                |                |                |                |                |                |                |                |                |                |                |                |